# Swarytschiw
Swarytschiw (ukrainisch Сваричів, russisch Сварычев Swarytschew, polnisch Swaryczów) ist ein Dorf in der ukrainischen Oblast Iwano-Frankiwsk mit etwa 4100 Einwohnern.

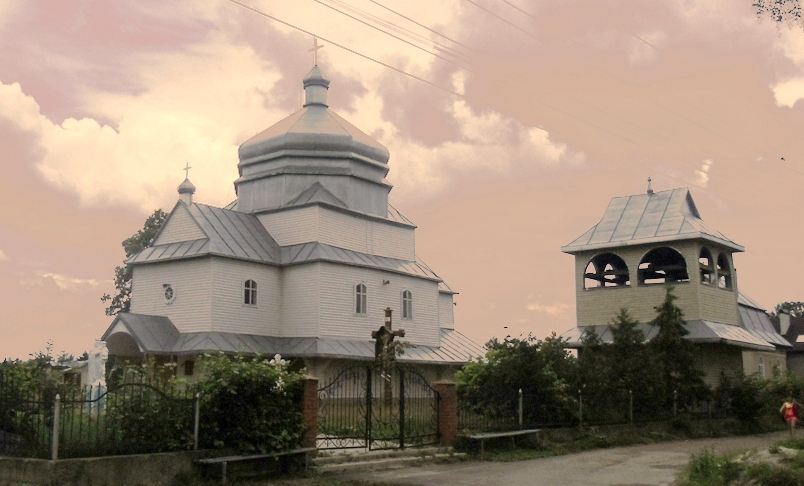
Orthodoxe Dorfkirche

Das 1387 erstmals schriftlich erwähnte Dorf befindet sich am Ufer der Limnyzja, einem Nebenfluss des Dnister, und grenzt im Südwesten an das ehemalige Rajonzentrum Roschnjatiw. Durch die Ortschaft verläuft die Territorialstraße T–09–02.
Die Oblasthauptstadt Iwano-Frankiwsk liegt 55 km östlich von Swarytschiw.
Am 12. Juni 2020 wurde das Dorf ein Teil der neu gegründeten Siedlungsgemeinde Roschnjatiw im Rajon Roschnjatiw, bis dahin bildete es die gleichnamige Landratsgemeinde Swarytschiw (Сваричівська сільська рада/Swarytschiwska silska rada) im Norden des Rajons.
Am 17. Juli 2020 wurde der Ort Teil des Rajons Kalusch.

## Persönlichkeiten
Im Dorf kam 1957 der Kulturwissenschaftler, Politikwissenschaftler und Herausgeber Taras Wozniak zur Welt.